# Teodor Elas
Teodor Elas (ur. 2 listopada 1913 w Grzybnie, zm. 10 stycznia 2005 w Kartuzach) – nauczyciel języka łacińskiego i dyrektor I LO im. H. Derdowskiego w Kartuzach.

## Życiorys
Jego rodzice (Józef Elas i Agnieszka z Flisikowskich) w 1915 r. przenieśli się z Grzybna do Kartuz. W tym też roku zmarli. Od tego czasu Teodora wychowywał wuj – Leon Krefta, który w czasie okupacji zginął w obozie koncentracyjnym. Dzięki swojemu opiekunowi chłopiec ukończył 7 klas szkoły podstawowej w Kartuzach i 6 klas gimnazjalnych typu staroklasycznego w Pińsku, gdzie w 1935 r. zdał maturę. Uczył się łaciny i greki. W latach 1935-1938 studiował filozofię na Uniwersytecie Jagiellońskim w Krakowie (z językiem wykładowym łacińskim). Po ostatecznym egzaminie z wynikiem bardzo dobrym otrzymał absolutorium. Od 1938 r. do końca 1939 r. studiował geografię na Wydziale Matematyczno-Przyrodniczym Uniwersytetu Stefana Batorego w Wilnie. Naukę przerwała wojna. W czasie okupacji pracował jako korepetytor, brał udział w tajnym nauczaniu (lata 1940-1944). Zatrudnił się też jako robotnik rolny we wsi Tumanie w powiecie wileńskim. Na Kresach Wschodnich poznał przyszłą żonę – Aleksandrę Mierzaniec. 25.07.1942 r. wzięli ślub w Wilnie. Od 1944 r. do 1945 r. Teodor Elas był kierownikiem szkoły powszechnej w Siewrukach.
Po wojnie, wraz z żoną, specjalnym transportem dla nauczycieli, wrócił do Polski i zamieszkał w Kartuzach. Początkowo (od 1.08.1945 r. do 24.10.1945 r.) pracował jako nauczyciel w Publicznej Szkole Powszechnej nr 1 w Kartuzach. 24.10. 1945 r. rozpoczął pracę jako nauczyciel języka łacińskiego i francuskiego w Publicznym Gimnazjum i Liceum im. H. Derdowskiego w Kartuzach. Po wojnie podjął przerwane studia na Uniwersytecie Jagiellońskim. W latach 1945–1947 należał do Związku Nauczycielstwa Polskiego. W 1952 roku mianowano go dyrektorem Liceum Ogólnokształcącego w Kartuzach. Funkcję tę pełnił nieprzerwanie do 1973 roku. Poddawano go naciskom, by wstąpił do Polskiej Zjednoczonej Partii Robotniczej. Do końca swego dyrektorowania pozostał bezpartyjnym. Za swoją pracę otrzymał wiele odznaczeń, m.in. Krzyż Kawalerski Orderu Odrodzenia Polski, dwukrotnie Krzyż Zasługi oraz Medal Komisji Edukacji Narodowej. W dniu 4 lutego 1973 roku Teodor Elas przeszedł na emeryturę, pracował jednak dalej jako nauczyciel łaciny.

## Działalność na rzecz uczniów

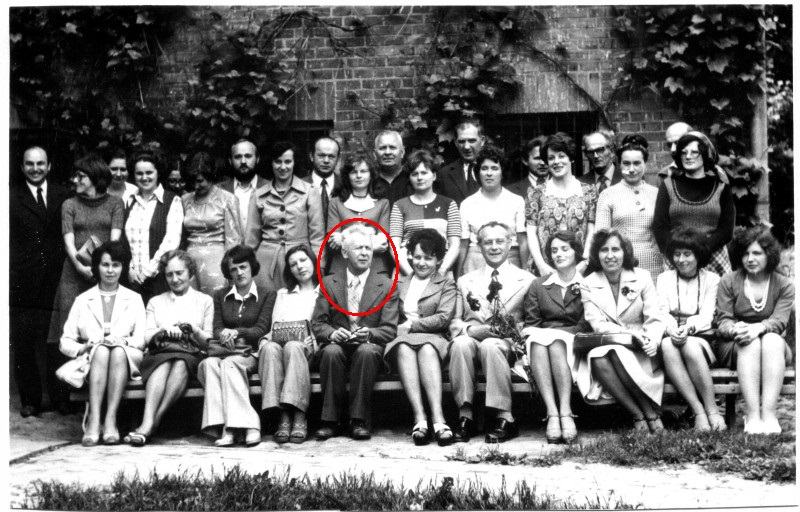
Nauczyciele 19 czerwca 1976 r.

Teodor Elas jest bardzo dobrze wspominany przez uczniów oraz nauczycieli szkoły, w której pracował ze względu na doskonałą pamięć, życzliwość, dobro. Dbał o wychowanków, starał się o stypendia dla najuboższych, wstawiał się za mniej zdolnymi uczniami do sroższych nauczycieli. Gdy któryś z uczniów lub nauczycieli obchodził urodziny, zawsze pamiętał, aby zaśpiewać jubilatowi Plurimos annos (łacińska wersja Sto lat). Był wielkim autorytetem. Chwytaj dzień – ta myśl Horacego stanowiła motto życiowe Profesora.

## Odznaczenia
- Krzyż Kawalerski Polonia Restituta
- Medal Komisji Edukacji Narodowej
- Srebrny[4] i Złoty Krzyż Zasługi
- tytuł Kartuzjanina 80-lecia
- Złota Odznaka Związku Nauczycielstwa Polskiego[5]

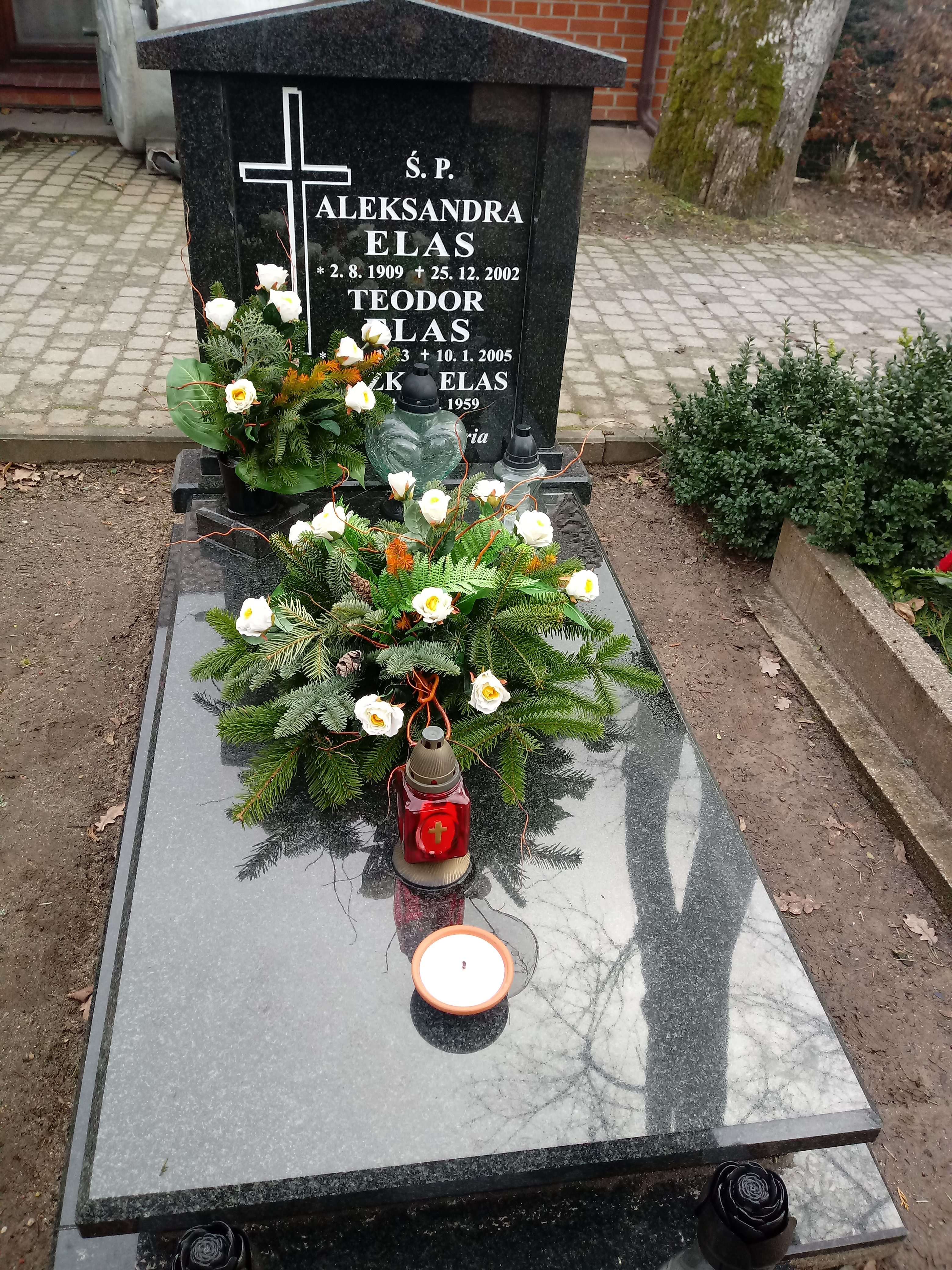
Nagrobek

## Upamiętnienie

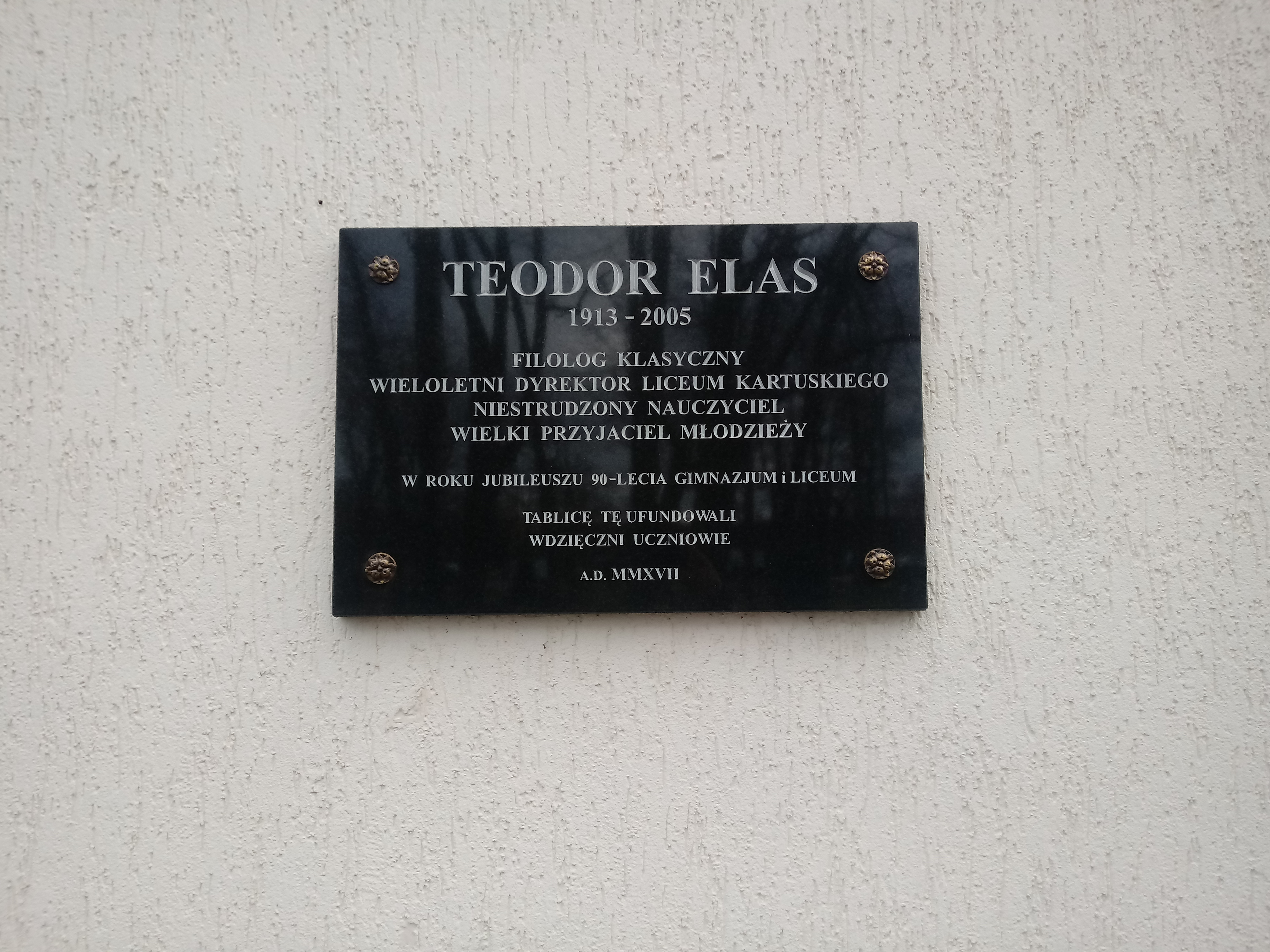
Tablica na budynku I LO w Kartuzach

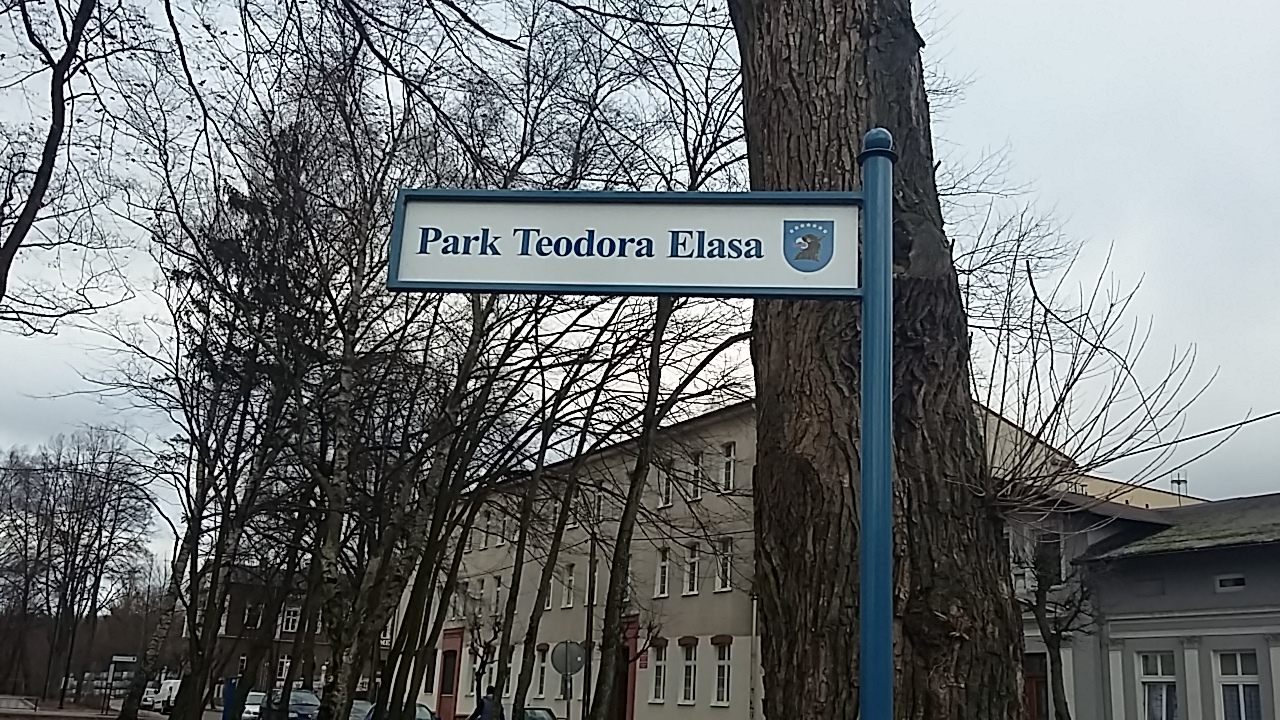
Park im. T. Elasa

W 2017 roku park przy ulicy Klasztornej otrzymał nazwę upamiętniającą pana profesora – Park Teodora Elasa. W tym samym roku na budynku I LO im. H. Derdowskiego w Kartuzach umieszczono tablicę poświęconą wieloletniemu dyrektorowi tej szkoły.